# Gonting Salak
Gonting Salak is een bestuurslaag in het regentschap Tapanuli Utara van de provincie Noord-Sumatra, Indonesië. Gonting Salak telt 386 inwoners (volkstelling 2010).